# Rie Kugimiya
Rie Kugimiya (jap. 釘宮 理恵 Kugimiya Rie) (ur. 30 maja 1979 w Kumamoto) – japońska seiyū, piosenkarka j-popowa oraz aktorka.

## Życiorys
Urodziła się 30 maja 1979 w Kumamoto. Współpracuje z agencją I’m Enterprise. Jej najbardziej zauważalnymi rolami są Alphonse Elric z Fullmetal Alchemist oraz Taiga Aisaka z Toradora!. Za role Louise w Zero no Tsukaima oraz Kagury w Gintamie została nominowana do Seiyū Awards w 2008 roku. W dwóch kolejnych latach wygrała Seiyū Awards za role Shany w Ognistookiej Shanie.

## Role
Ważniejsze występy w anime:
- Hand Maid May – Rena
- Super Gals! Kotobuki Ran – Sayo Kotobuki
- Gakuen Senki Muryou – Futaba Murata
- Pita-Ten – Koboshi Uematsu
- Rizelmine – Rizel Iwaki
- Jūni kokuki – Taiki
- Guardian Hearts – Hina
- Fullmetal Alchemist – Alphonse Elric
- Konjiki no Gash Bell – Megumi Oumi
- Bleach – Karin Kurosaki Nemu Kurotsuchi
- Burn Up Scramble – Maya Jingu
- Gakuen Alice – Hotaru Imai
- Magical Girl Lyrical Nanoha – Alisa Bannings
- Maria-sama ga miteru – Tōko Matsudaira
- Midori no Hibi – Kouta Shingyoji
- 2x2=Shinobuden – Miyabi
- Bokusatsu Tenshi Dokuro-chan – Sabato Mihashigo
- Loveless – Kouya Sakagami
- Otogi-Juushi Akazukin – Ringo Kinoshita
- Ognistooka Shana – Shana
- Chokotto Sister – Yurika Hanayamada
- Digimon Savers – Keenan Crier
- Ghost Hunt – Masako Hara
- Gintama – Kagura
- Zero no Tsukaima – Louise Françoise Le Blanc de La Vallière
- Hayate no Gotoku! – Nagi Sanzenin
- Tamagotchi – Mametchi
- Rental Magica – Mikan Katsuragi
- Potemayo – Nene Kasugano
- Akaneiro ni somaru saka – Yuuhi Katagiri
- Kemeko Deluxe! – Misaki Hayakawa
- Kurogane no Linebarrels – Izuna Endo
- Nabari no Ou – Miharu Rokujou
- Rosario + Vampire – Mizore Shirayuki
- Toradora! – Taiga Aisaka
- Basquash! – Flora Skybloom
- Fairy Tail – Happy
- Fullmetal Alchemist Brotherhood – Alphonse Elric
- Nogizaka Haruka no Himitsu – Tōka Tennōji
- Queen’s Blade: Rurou no Senshi – Melona
- Saki – Yuuki Kataoka
- Hyakka Ryouran: Samurai Girls – Sanada Yukimura
- Ladies versus Butlers! – Kaoru Daichi
- Hidan no Aria – Aria Holmes Kanzaki
- Astarotte no Omocha! – Astarotte Ygvar
- Dragon Crisis! – Rose
- Alicja w Krainie Serc – Alice Liddell
- The Idolmaster – Iori Minase
- Kaitou Tenshi Twin Angel – Kurumi Hazuki
- Kyōsōgiga – Koto
- Persona 4 The Animation – Rise Kujikawa
- Haiyore! Nyaruko-san – Hastur
- Shijō saikyō no deshi Ken’ichi – Miu Fūrinji
- Kingdom – He Liao Diao
- Recorder to Randsell – Atsumi Miyagawa
- Doki Doki! Pretty Cure – Aguri Madoka/Cure Ace
- Watashi ga motenai no wa dō kangaetemo omaera ga warui! – Kī
- Mangaka-san to Assistant-san to – Sena Kuroi
- No Game No Life – Tet
- Noragami – Nora
- Tokyo Ghoul – Suzuya Juuzou
- Hōseki no kuni – Aleksandryt
- Kekkai sensen - White/Black

## Dyskografia
- Kokohadoko (2012)[7]

## Nagrody i wyróżnienia
- Nagroda Seiyū (2007 – dwie nominacje)[3]
- Nagroda Seiyū w kategorii najlepsza aktorka drugoplanowa (2008)[4]
- Nagroda Seiyū w kategorii najlepsza aktorka drugoplanowa (2009)[5]